# Hertogstraat (Brussel)
De Hertogstraat (Frans: Rue Ducale) is een straat binnen de Vijfhoek van de Belgische hoofdstad Brussel. Ze loopt van de Regentlaan (Kleine Ring) en het Troonplein tot de Leuvenseweg, waar ze overgaat in de Noordstraat.

## Geschiedenis
Samen met de Koningsstraat, het Paleizenplein en de Wetstraat vormt de Hertogstraat een van de vier straten rond het Warandepark. Het classicistische geheel van de Koninklijke Wijk werd vanaf 1776, grotendeels naar ontwerp van Barnabé Guimard, aangelegd op de tuinen van het Coudenbergpaleis. Het noordelijke straatgedeelte, voorbij de Wetstraat, leidde via een dubbele knik naar de Leuvensepoort. In 1779 kregen beide straatgedeelten hun benaming: Hertogsstraat voor het zuidelijke gedeelte, verwijzend naar de hertogen van Brabant, Edel-Concertstraat voor het noordelijke gedeelte, naar het voormalige Concert Noble. Een reeks panden tussen de Zinnerstraat en de Wetstraat werd voor rekening van de abdij van Dielegem opgetrokken. Tot de eerste bewoners behoorden handelaars, gevlucht uit het door revolutie geteisterde Genève, die in 1785 alweer vertrokken, later gevolgd door Engelsen in 1816. Het merendeel van de panden werd tot in de 20e eeuw betrokken door aristocratische families, in meer recente tijden onder meer opgevolgd door ambassades en ministeriële kabinetten.

## Gebouwen
De oostzijde van de Hertogstraat wordt ingenomen door:
- het consulaat-generaal van Spanje (nr. 85-87),
- vier woningen (nr. 73-79), gebouwd in 1885 naar een ontwerp van Constant Bosmans en Henri Vandeveld,
- de ambassade van Frankrijk (nr. 65), gebouwd in 1910-1911 naar een ontwerp van Georges Chedanne,
- het Justitiehuis Brussel-Halle-Vilvoorde (nr. 63),
- federale ministeriële kabinetten (nr. 59-61),
- het Nationaal Crisiscentrum (nr. 53)
- Wetstraat 18-20, voormalige woning van onder meer baron Louis Auguste Le Tonnelier en tot de Tweede Wereldoorlog het kabinet van de premier van België,[1]
- Wetstraat 9, voormalige woning van leden van de families Windisch-Graetz, de Knyff, de Blondel de Beauregard de Viane en d'Hendecourt, vanaf begin 20e eeuw eigendom van de Belgische Staat, sinds 2021 eigendom van de Hongaarse overheid, dat er het Huis van Hongarije huisvest,[2]
- vier woningen (nr. 45-51), in nr. 51 woonde de Schotse ex-militair en gelegenheidsschrijver Pryse Lockhart Gordon, die er onder meer Walter Scott en Lord Byron ontving,[3]
- de voormalige woning van de familie de Lalaing (nr. 43), thans zetel van de federale Ombudsman
- vier woningen (nr. 35-41), die naar ontwerp van nr. 45-51 werden gebouwd,
- de voormalige woning van de families de Liedekerke, Christyn de Ribaucourt, d'Ursel en Allard (nr. 33),
- de voormalige woning van de families de Gasparoly, d'Arenberg, Winssinger, d'Overschie en van der Burch (Zinnerstraat 2), thans ambassade van de Verenigde Staten,
- de voormalige woning van baron de Tiège, de Mercy-Argenteau, d'Eggen en Van Volxem-Marischal, de Croÿ en Empain (Zinnerstraat 1), thans zetel van De Warande,
- de voormalige woning van Walthère Frère-Orban (nr. 23), gebouwd eind 18e eeuw naar ontwerp van Laurent-Benoît Dewez,
- de voormalige woning van de familie Dutoict (nr. 21), gebouwd in 1904 naar een ontwerp van Charles-Émile Janlet, thans zetel van de Union Financière Boël van de familie Boël,
- de voormalige woning van de familie de Croÿ (nr. 17), thans de ambassade van het Verenigd Koninkrijk, gebouwd in 1911-1912 naar een ontwerp van Louis Sauvage,
- de voormalige woning van Paul Hymans (nr. 15), thans de ambassade van Zwitserland, gebouwd in 1911 naar een ontwerp van Armand Delalieux,
- het Huis Ducale (nr. 11), voormalige woning van Jules Van Praet, Constantin Héger en Henri t'Kint de Roodenbeke en zetel van de Banque Belge pour l'Étranger, thans eigendom van BNP Paribas Fortis, gevel uit 1892 naar een ontwerp van Paul Saintenoy,
- de voormalige woning van de prins de Rodoan-de Mérode en consul Lebrun en de families de Liedekerke en T'Kint de Roodenbeke (nr. 9), thans kabinet van de minister-president van het Brussels Hoofdstedelijk Gewest (samen met nr. 7),
- de voormalige woning van Patrice-François de Neny (Lambertmontstraat 2-4), later ambtswoning van Ocker Repelaer van Driel, gouverneur van de Algemeene Nederlandsche Maatschappij, en Ferdinand Meeûs, gouverneur van de Generale Maatschappij van België, en residentie van regent Erasme Louis Surlet de Chokier, sinds eind 19e eeuw eigendom van de Belgische Staat, thans federale ministeriële kabinetten,
- de voormalige woning van George Beauclerk, hertog van St Albans (Lambermontstraat 1), later woning van Georges de Trazegnies, sinds 1860 eigendom van de Belgische Staat, thans ambtswoning van de eerste minister,
- het Academiënpaleis (nr. 1), sinds 1919 zetel van verscheidene koninklijke academiën.

De westzijde wordt ingenomen door:
- het Vlaams Parlement (Leuvenseweg 86),
- kantoren van het Federaal Parlement van België,
- de Federale Overheidsdienst Kanselarij van de Eerste Minister (nr. 4 en Wetstraat 16),
- het Warandepark,
- de voormalige woning van Edouard de Walckiers (nr. 2), later woning van de families d'Arenberg en van Assche, sinds 1852 eigendom van de Belgische Staat en betrokken door diensten van het koningshuis, onder meer de Civiele Lijst. Achter dit gebouw ligt het Koninklijk Paleis.

## Galerij

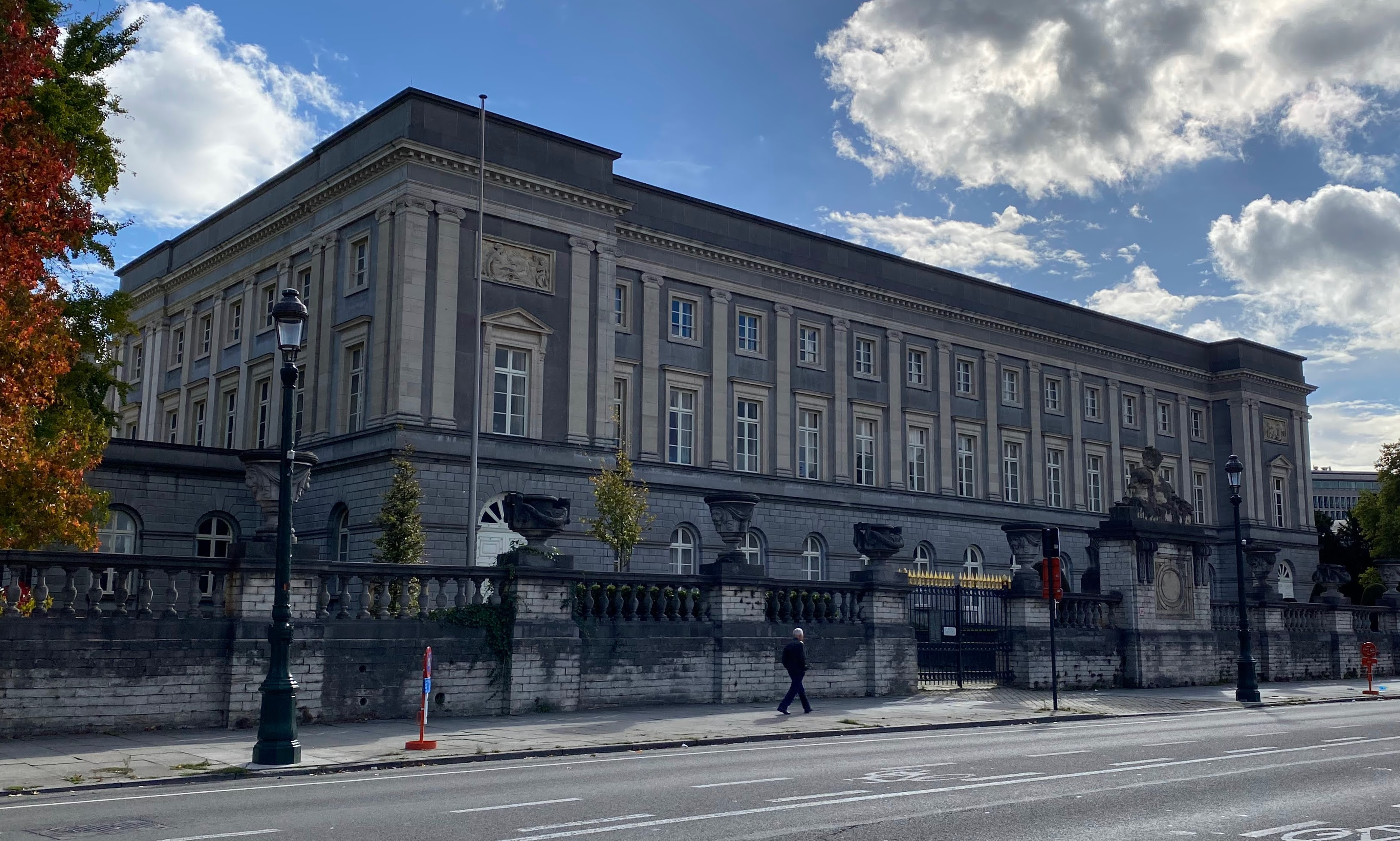
Academiënpaleis (nr. 1)
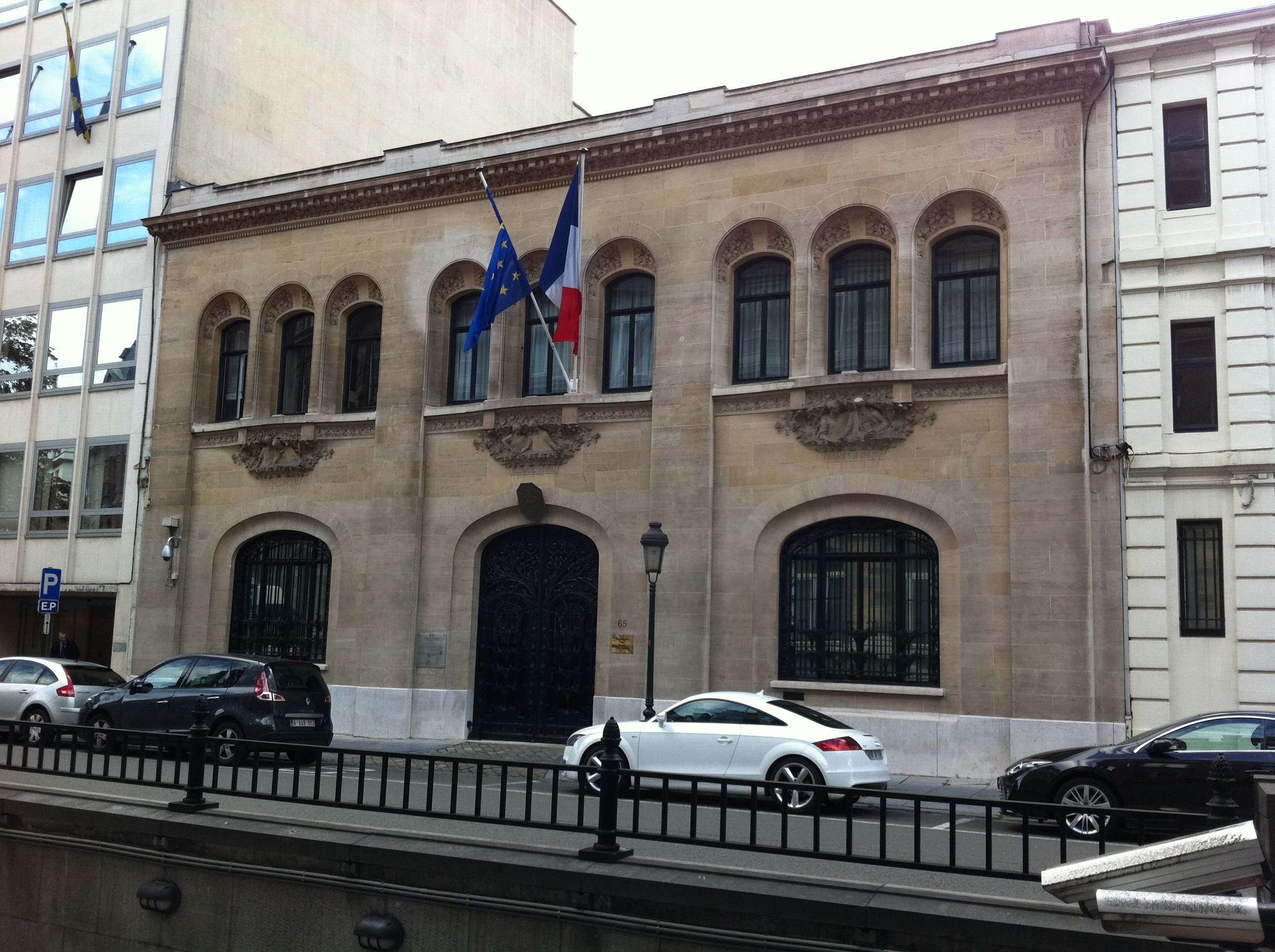
Ambassade van Frankrijk (nr. 65)
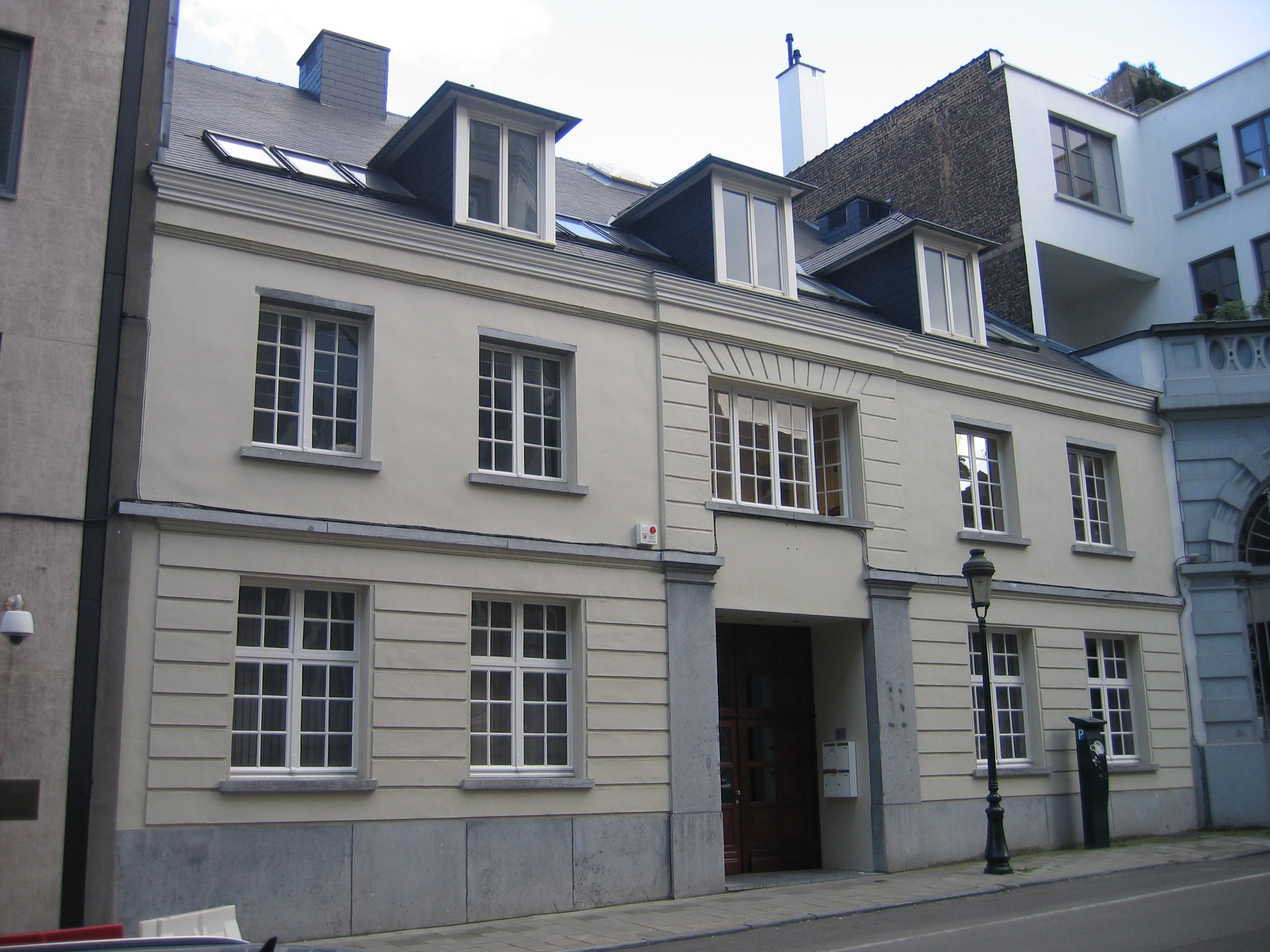
Voormalig koetshuis (nr. 83)
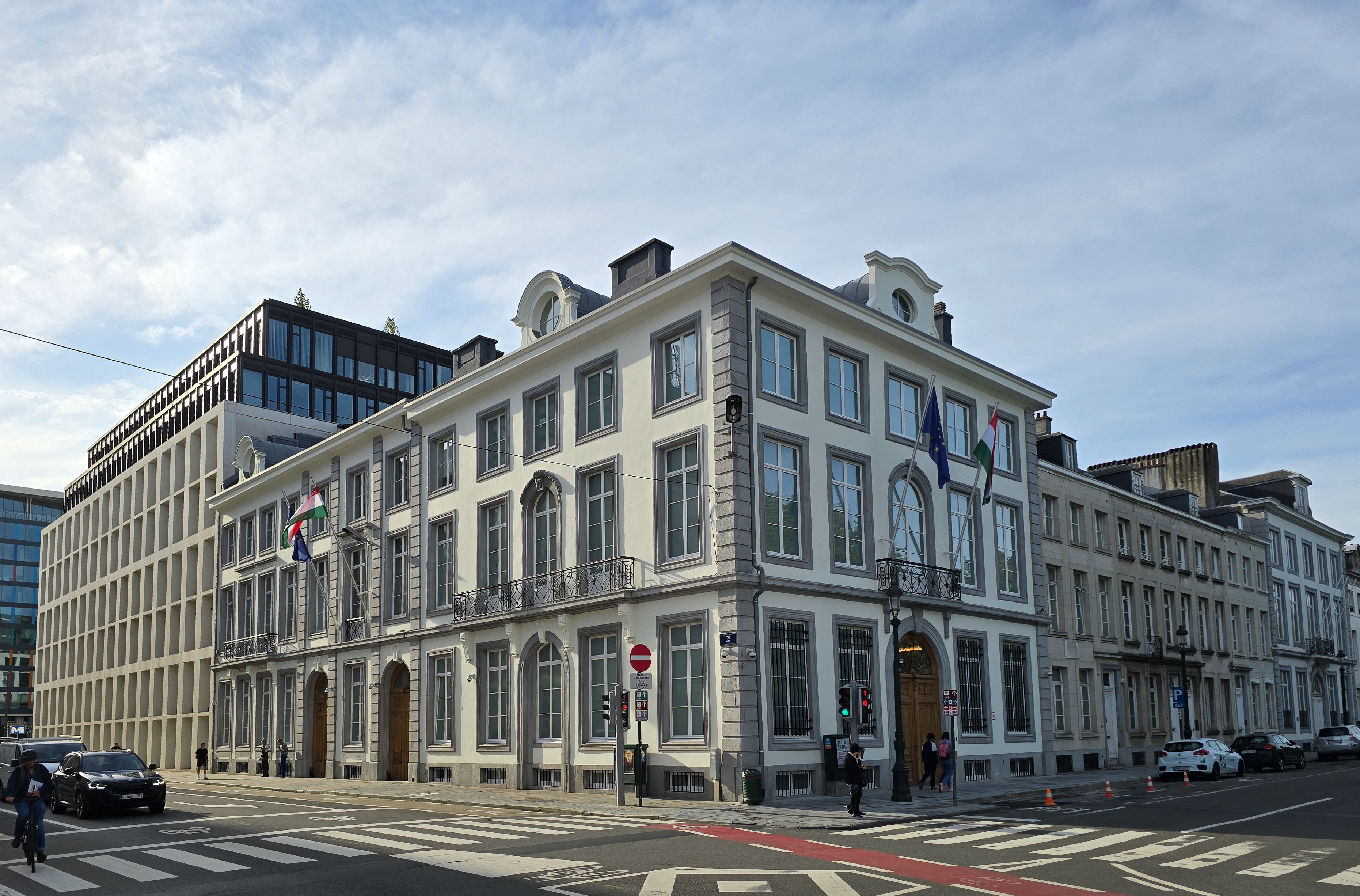
Wetstraat 9
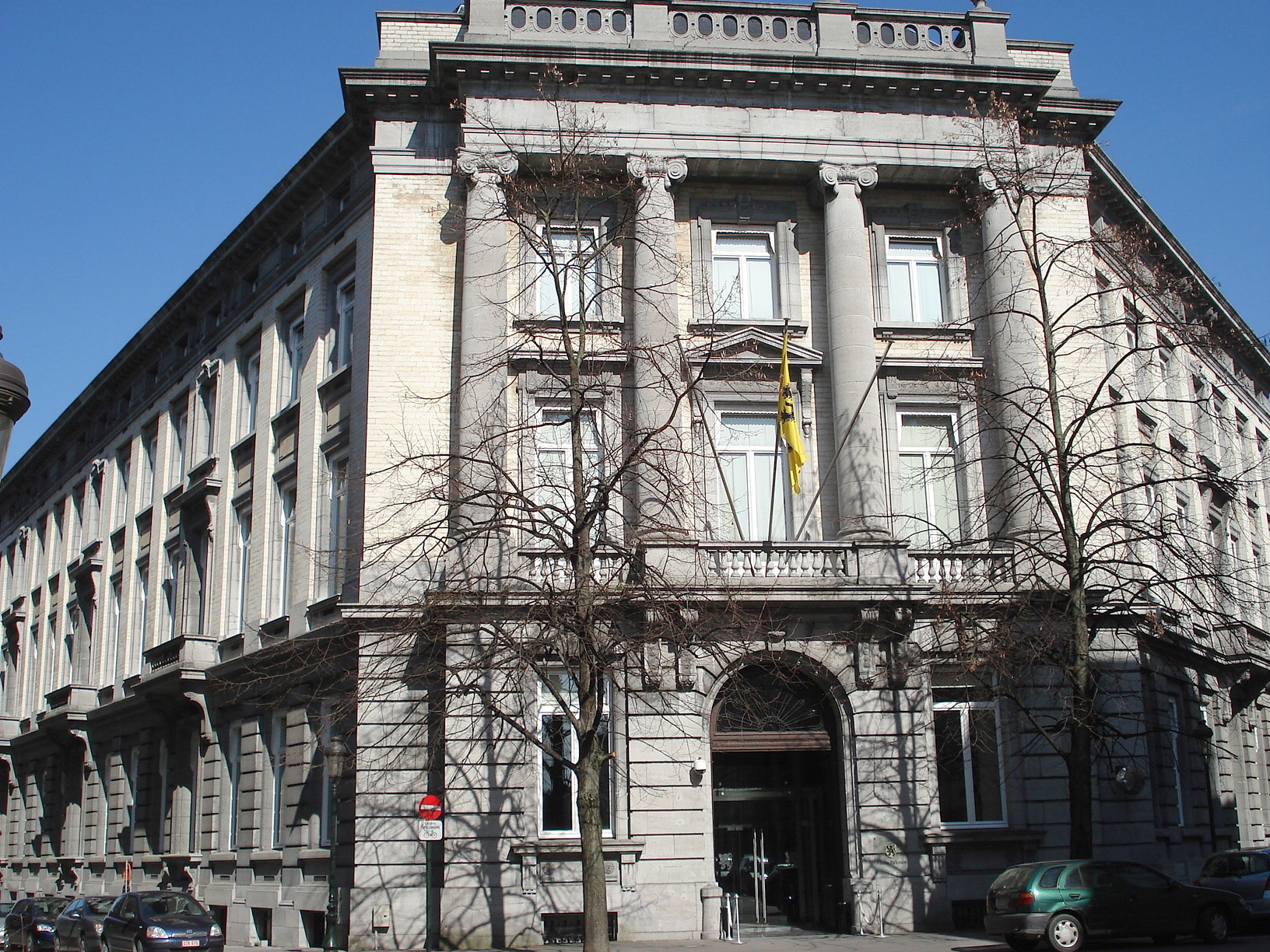
Vlaams Parlement (Leuvenseweg 86)
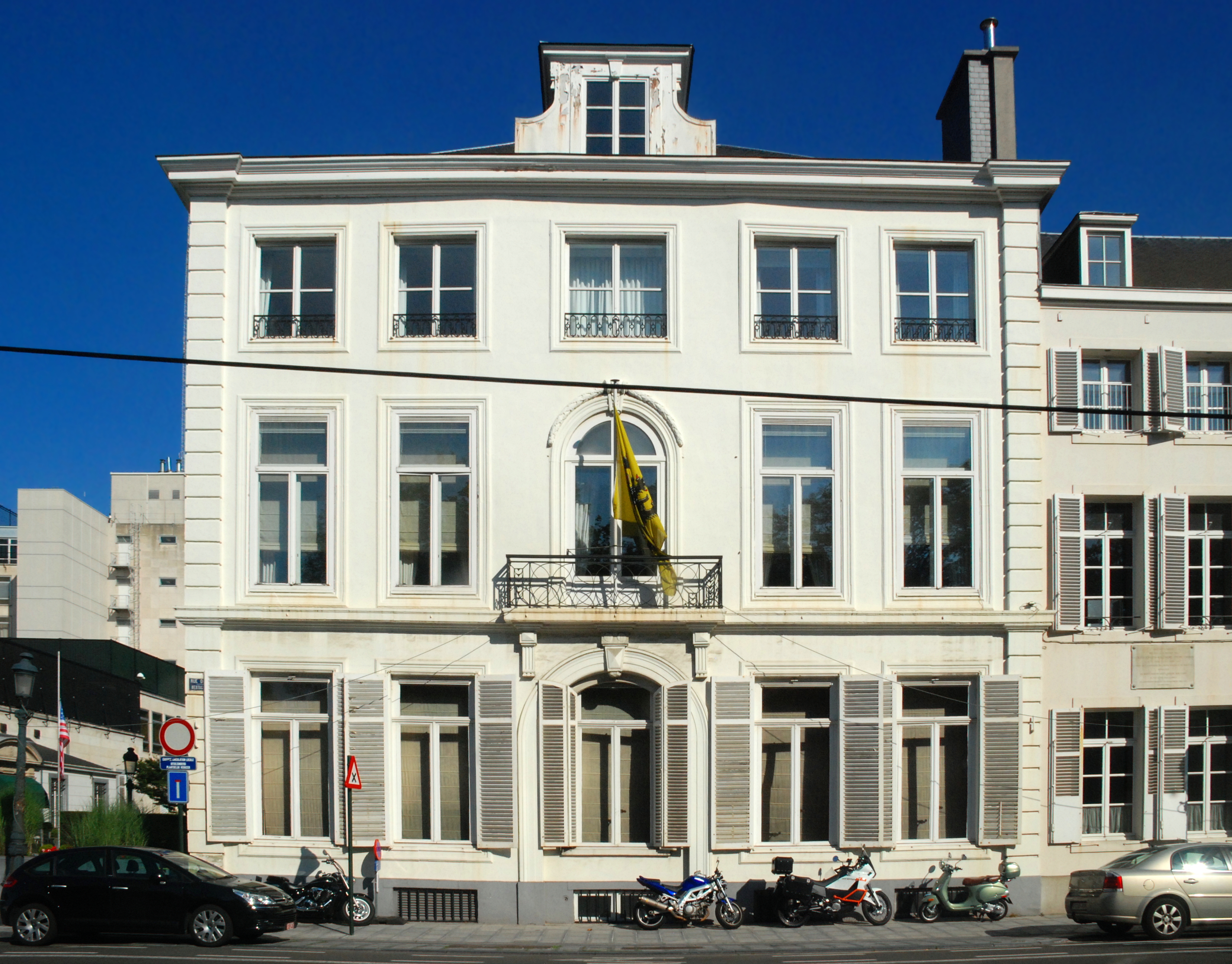
De Warande (Zinnerstraat 1)
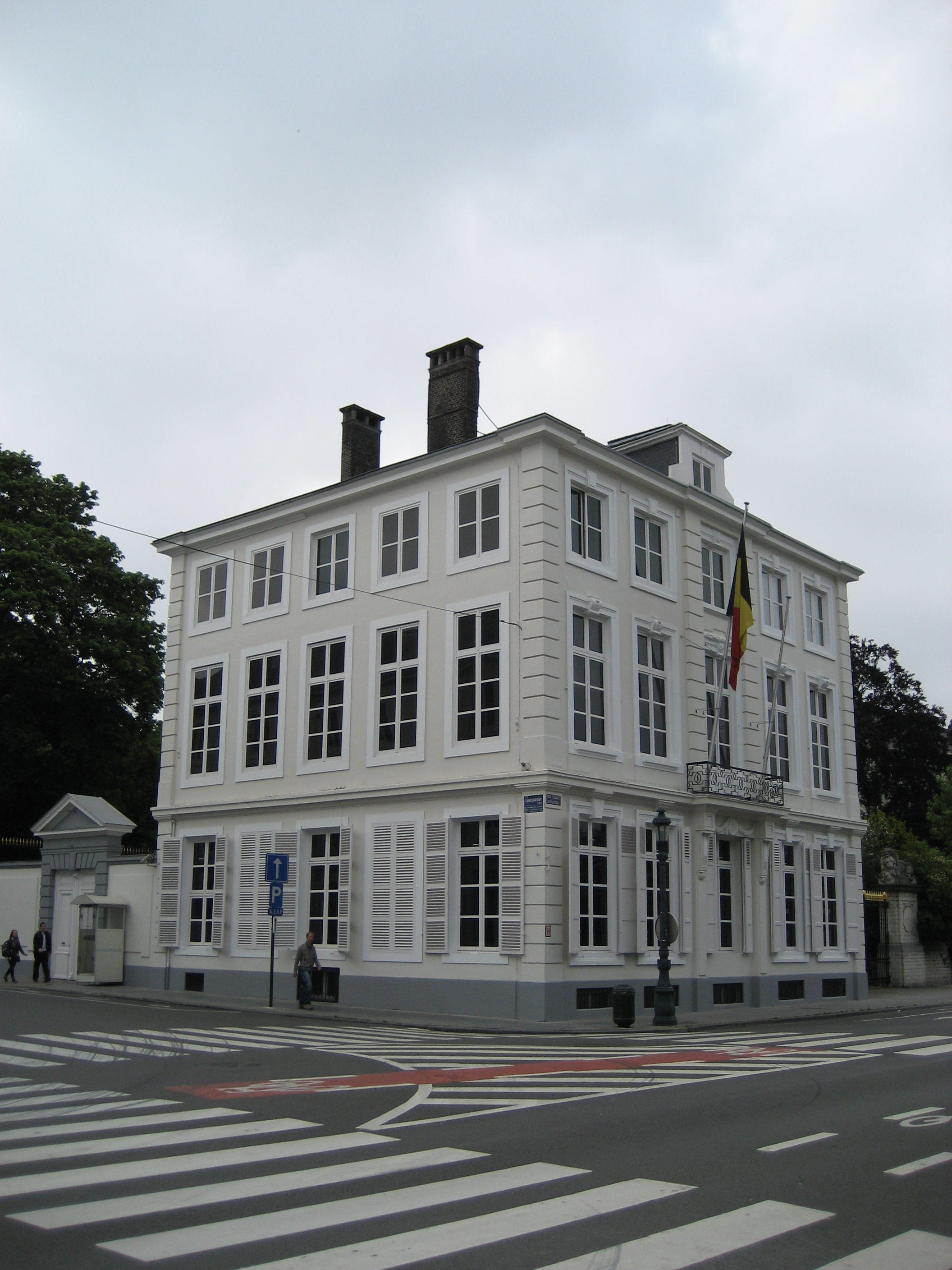
Ambtswoning van de eerste minister (Lambertmonstraat 1)
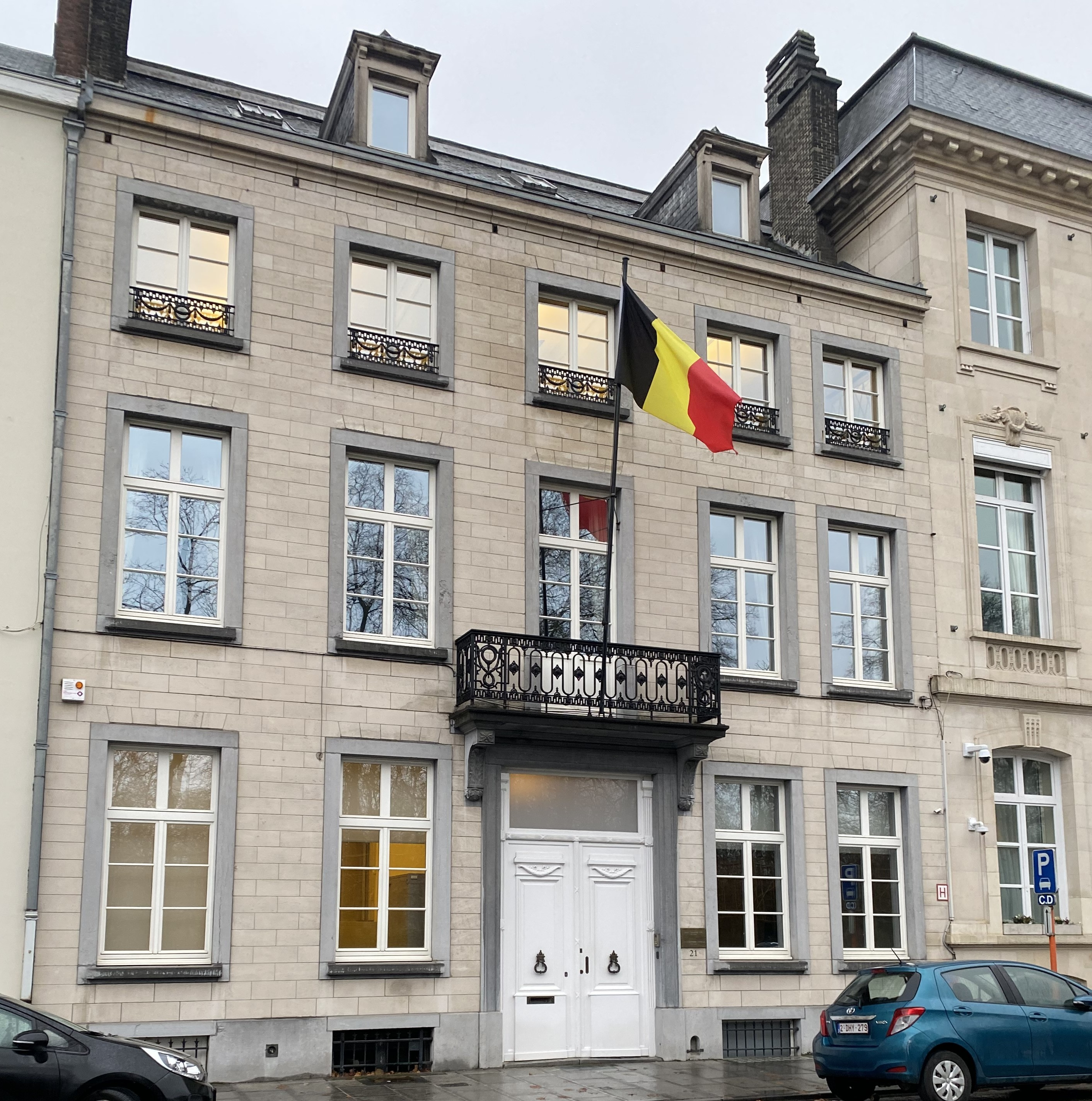
Hertogstraat 21
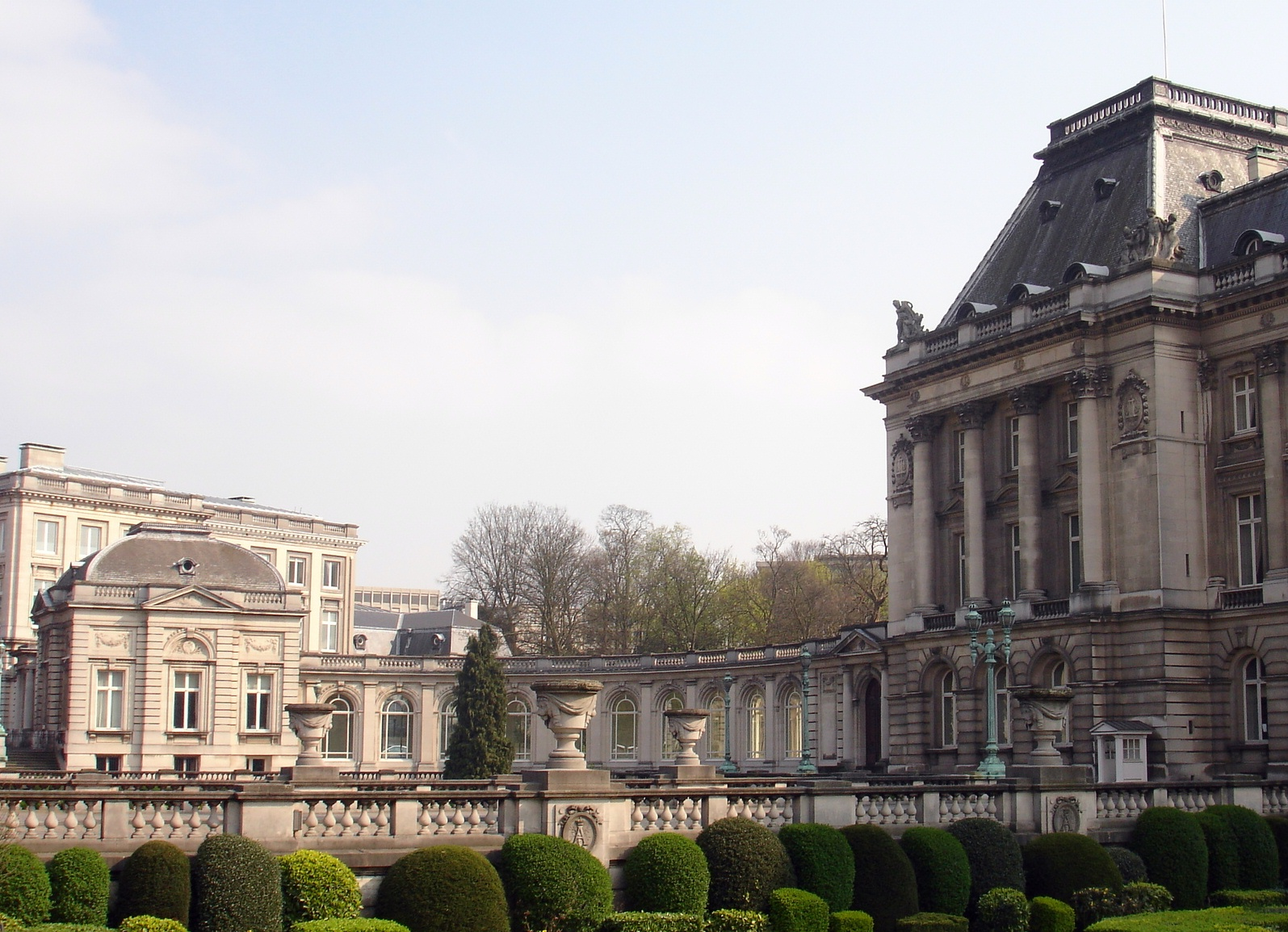
Hertogstraat 2 en rechtervleugel van het Koninklijk Paleis